# District de Yuhu
Le district de Yuhu (雨湖区 ; pinyin : Yǔhú Qū) est une subdivision administrative de la province du Hunan en Chine. Il est placé sous la juridiction de la ville-préfecture de Xiangtan.